# اولنا بوریاک
اولنا بوریاک (اوکراینی: Олена Буряк؛ زادهٔ ۸ february ۱۹۸۸ (۳۷ سال)) ورزشکار روئینگ اهل اوکراین است. او همچنین از قایقرانان روئینگ بازی‌های المپیک تابستانی ۲۰۱۲ و ۲۰۱۶ است.
وی در مسابقات کشوری و بین‌المللی در مجموع برندهٔ ۴ مدال طلا، ۲ مدال نقره، ۴ مدال برنز شده‌است.